# Luigi Pirandello
Luigi Pirandello (Agrigento, 28 de junho de 1867 — Roma, 10 de dezembro de 1936) foi um dramaturgo, poeta e romancista italiano.
Foi um grande renovador do teatro, com profundo sentido de humor e grande originalidade. Suas obras mais famosas são: Seis personagens à procura de um autor, Assim é, se lhe parece, Cada um a seu modo, O Marido de Minha Mulher e os romances O falecido Matias Pascal, "Um, Nenhum e Cem Mil", "Esta Noite Improvisa-se", etc.
Sua primeira peça de teatro foi O Torniquete escrita entre 1899 e 1900 e encenada pela primeira vez em 1910. Sua obra A Patente, uma comédia de um ato, teve boa repercussão.
A 23 de setembro de 1931, foi agraciado com o grau de Grande-Oficial da Ordem Militar de Sant'Iago da Espada, de Portugal.
Recebeu o Nobel de Literatura de 1934.
Coloca-se que o cômico nasce de uma percepção do contrário (no livro Do teatro ao teatro, e tem um capítulo que se chama "O Humorismo"). Mas essa percepção pode se transformar- num sentimento do contrário: é quando aquele que ri procura entender as razões da piada. Portanto não existe mais o distanciamento. Pirandello separa o cômico do humorístico, para passar da atitude cômica para a atitude humorística, é preciso renunciar ao distanciamento e à superioridade. 
Luigi Pirandello participou da campanha "coleta do ouro", organizada pelo ditador italiano Benito Mussolini, que visava levantar fundos para o país. A campanha era uma resposta à Liga Nações que impôs sanções econômicas à Itália após esta ter invadido e declarado guerra a Etiópia, na Segunda Guerra Ítalo-Etíope (1935-36), Pirandello doou sua medalha do Prêmio Nobel.

## Biografia

### Primeiros anos
Pirandello nasceu em uma família de classe alta em Càvusu, um subúrbio pobre de Girgenti (Agrigento, uma cidade no sul da Sicília). Seu pai, Stefano, pertencia a uma rica família envolvida na extração do enxofre, e sua mãe, Caterina Ricci Gramitto, também tinha uma origem abastada, descendente de uma família da classe profissional burguesa de Agrigento. Ambas as famílias, Pirandello e Ricci Gramitto, eram ferozmente anti-Bourbon e participavam ativamente da luta pela unificação e pela democracia (Il Risorgimento). Stefano participou da famosa Expedição dos Mil, depois acompanhou Garibaldi até a Batalha de Aspromonte, e Caterina, que mal tinha completado treze anos, foi forçada a acompanhar o pai a Malta, onde foi mandado para o exílio pela monarquia Bourbon. Mas a participação aberta na causa garibaldiana e o forte senso de idealismo daqueles primeiros anos se transformaram rapidamente, principalmente em Caterina, em um desapontamento profundo e amargo com a nova realidade criada pela unificação. Pirandello acabaria por assimilar esse sentimento de traição e ressentimento, e o expressaria em vários de seus poemas e em seu romance I vecchi e i giovani. É provável também que esse clima de desilusão tenha incutido no jovem Luigi o sentimento de desproporção entre as ideais e a realidade, que é reconhecível em seu ensaio sobre o humorismo (L'Umorismo).
Pirandello recebeu sua educação primária em casa, mas ficou muito mais fascinado pelas fábulas e pelas lendas, algum lugar entre o popular e o mágico, que sua velha criada Maria Stella costumava lhe contar, do que por qualquer matéria escolar ou acadêmica. Aos doze anos, ele já havia escrito sua primeira tragédia. Por insistência do pai, matriculou-se em uma escola técnica, mas acabou mudando para o estudo das humanidades no ginásio, algo que sempre o atraíra.
Em 1880, a família Pirandello mudou-se para Palermo. Foi ali, na capital da Sicília, que Luigi concluiu o ensino médio. Ele também começou a ler de forma onívora, concentrando-se, sobretudo, em poetas italianos do século XIX, como Giosuè Carducci e Arturo Graf. Ele então começou a escrever seus primeiros poemas e apaixonou-se por sua prima Lina.
Durante esse período, os primeiros sinais de sério contraste entre Luigi e seu pai começaram a se desenvolver. Luigi descobriu algumas notas que revelavam a existência de relações extraconjugais de Stefano. Como uma reação à desconfiança e à desarmonia cada vez maiores que Luigi desenvolvia em relação ao pai, um homem de físico robusto e maneiras rudes, sua ligação com a mãe continuou a crescer a ponto de chegar a uma veneração profunda. Isso se expressou posteriormente, após sua morte, nas comoventes páginas do conto Colloqui con i personaggi, em 1915.
Seus sentimentos românticos por sua prima, inicialmente vistos com desagrado, foram repentinamente levados muito a sério pela família de Lina. Exigiram que Luigi abandonasse os estudos e se dedicasse aos negócios no ramo de enxofre para que pudesse casar-se imediatamente com ela. Em 1886, durante as férias escolares, Luigi foi visitar as minas de enxofre de Porto Empédocle e começou a trabalhar com o pai. Essa experiência foi essencial para ele e serviria como base para histórias como Il Fumo e Ciàula scopre la Luna, bem como para algumas descrições e história de fundo do romance I vecchi e i giovani. O casamento, que parecia iminente, foi adiado.
Pirandello então se matriculou na Universidade de Palermo, nos departamentos de Direito e de Letras. O campus de Palermo, e sobretudo o Departamento de Direito, fora, naqueles anos, o centro do vasto movimento que acabaria por evoluir para o Fasci Siciliani (Liga dos Trabalhadores Sicilianos). Embora Pirandello não fosse um membro ativo do movimento, ele tinha laços estreitos de amizade com seus principais idealistas: Rosario Garibaldi Bosco, Enrico La Loggia, Giuseppe De Felice Giuffrida e Francesco De Luca. 

### Ensino Superior
Em 1887, tendo escolhido definitivamente o Departamento de Letras, mudou-se para Roma para continuar os estudos. Porém, o encontro com a cidade, centro da luta pela unificação da qual as famílias de seus pais participaram com generoso entusiasmo, foi decepcionante e nada próximo do que ele esperava. 
Pirandello, que era um moralista extremamente sensível, finalmente teve a chance de ver por si mesmo a decadência irredutível dos chamados heróis do Risorgimento na pessoa de seu tio Rocco, agora um grisalho e exausto funcionário da prefeitura que lhe fornecia alojamentos temporários em Roma. O “riso desesperado”, sua única manifestação de vingança pela decepção sofrida, inspirou os versos amargos da sua primeira colecção de poemas, Mal giocondo (1889). No entanto, nem tudo foi negativo; essa primeira visita a Roma proporcionou-lhe a oportunidade de frequentar assiduamente os muitos teatros da capital: Il Nazionale, Il Valle, il Manzoni.
Por causa de um conflito com um professor de latim, ele foi forçado a deixar a Universidade de Roma e foi para Bonn com uma carta de apresentação de um de seus outros professores. A estada em Bonn, que durou dois anos, foi fervorosa de vida cultural. Ele leu os românticos alemães, Jean Paul, Tieck, Chamisso, Heinrich Heine e Goethe. Começou a traduzir as Elegias Romanas de Goethe, compôs as Elegie Boreali imitando o estilo das Elegias Romanas e começou a meditar sobre o tema do humorismo por meio das obras de Cecco Angiolieri.
Em março de 1891, ele recebeu seu bacharel em Filologia Românica com uma dissertação sobre o dialeto de Agrigento: Sons e Desenvolvimentos de Sons na Fala de Craperallis.

### Casamento
Após uma breve estadia na Sicília, durante a qual o casamento planejado com sua prima fora finalmente cancelado, ele voltou a Roma, onde fez amizade com um grupo de escritores-jornalistas, incluindo Ugo Fleres, Tomaso Gnoli, Giustino Ferri e Luigi Capuana. Capuana incentivou Pirandello a se dedicar à escrita narrativa. Em 1893, ele escreveu sua primeira obra importante, Marta Ajala, que foi publicada em 1901 como L’Esclusa. Em 1894, publicou sua primeira coleção de contos, Amori senza Amori. E, ainda em 1894, desposou-se. Seguindo a sugestão de seu pai, casou-se com uma jovem tímida e retraída de boa família, de origem agrigentina, educada pelas freiras de San Vincenzo: Maria Antonietta Portulano.
Os primeiros anos de matrimônio trouxeram a ele um novo fervor pelos estudos e pela escrita: os encontros com os amigos e as discussões sobre arte continuaram, mais vivazes e estimulantes do que nunca, enquanto a vida familiar, apesar da completa incompreensão de sua esposa no que diz respeito à vocação artística do marido, procedeu de forma relativamente tranquila com o nascimento de dois filhos (Stefano e Fausto) e uma filha (Rosalia "Lietta"). Nesse meio-tempo, Pirandello intensificou suas colaborações com editores de jornais e com jornalistas de revistas como La Critica e La Tavola Rotonda, nas quais publicou, em 1895, a primeira parte do Dialoghi tra il Gran Me e il piccolo me.
Em 1897, ele aceitou uma oferta para lecionar italiano no Istituto Superiore di Magistero di Roma, e publicou várias outras páginas do Dialoghi na revista Marzocco. Em 1898, com Italo Falbo e Ugo Fleres, fundou o semanário Ariel, no qual publicou a peça de um ato L'Epilogo (posteriormente alterada para La Morsa) e alguns contos (La Scelta, Se...). O final do século XIX e o início do século XX foram um período de extrema produtividade para Pirandello. Em 1900, publicou na Marzocco alguns de seus mais célebres contos (Lumie di Sicilia, La Paura del Sonno...) e, em 1901, a coletânea de poemas Zampogna. Em 1902, publicou a primeira série de Beffe della morte e della vita e seu segundo romance, Il Turno.

### Desastre familiar
O ano de 1903 foi fundamental para a vida de Pirandello. A inundação das minas de enxofre de Aragona, nas quais seu pai Stefano havia investido não só uma enorme soma de seu próprio capital, mas também o dote de Antonietta, precipitou o colapso da família. Antonietta, depois de abrir e ler a carta anunciando a catástrofe, entrou em um estado de semi-catatonia e sofreu um choque psicológico tal que seu equilíbrio mental ficou profunda e irremediavelmente abalado.
Pirandello, que inicialmente abrigava pensamentos suicidas, tentou remediar a situação da melhor maneira que pôde, aumentando o número de suas aulas de italiano e alemão e pedindo compensação às revistas para as quais havia doado livremente seus escritos e colaborações. Nesse meio-tempo, a revista New Anthology, dirigida por G. Cena, começou a publicar em episódios o romance que Pirandello vinha escrevendo durante essa horrível situação (velando a esposa doente mental à noite após um dia inteiro de trabalho). O título era Il Fu Mattia Pascal. Esse romance contém muitos elementos autobiográficos que foram fantasticamente reelaborados. Foi um sucesso imediato e retumbante. Traduzido para o alemão em 1905, esse romance abriu caminho para a notoriedade e fama que permitiu a Pirandello trabalhar com as editoras mais importantes como Treves, com a qual publicou, em 1906, outra coleção de contos: Erma Bifronte. Em 1908, publicou um volume de ensaios intitulado Arte e Scienza e o importante ensaio L'Umorismo, no qual iniciou o lendário debate com Benedetto Croce que continuaria com crescente amargura e veneno de ambos os lados por muitos anos.
Em 1909, foi publicada em episódios a primeira parte de I Vecchi e I Giovani. Esse romance reconstitui a história do fracasso e repressão do Fasci Siciliani no período que vai de 1893 a 1894. Quando o romance foi lançado em 1913, Pirandello enviou uma cópia dele para seus pais por seu quinquagésimo aniversário de casamento junto com uma dedicatória, que dizia que "seus nomes, Stefano e Caterina, vivem heroicamente." No entanto, enquanto a mãe é transfigurada no romance na figura sobrenatural de Caterina Laurentano, o pai, representado pelo marido de Caterina, Stefano Auriti, aparece apenas em memórias e flashbacks, pois, como foi profundamente observado por Leonardo Sciascia: "ele morreu censurado, em um sentido freudiano, por seu filho que, no fundo de sua alma, é seu inimigo." Ainda em 1909, Pirandello iniciou sua colaboração com o prestigioso jornal Corriere della Sera, no qual publicou os contos Mondo di Carta, La Giara, e, em 1910, Non è una cosa seria e Pensaci, Giacomino! Até o presente momento, a fama de Pirandello como escritor continuava a crescer. Sua vida privada, porém, fora envenenada pela suspeita e pelo ciúme obsessivo de Antonietta, que começara a se tornar fisicamente violenta.
Em 1911, enquanto continuava a publicação de contos e histórias curtas, Pirandello terminou seu quarto romance, Suo Marito, republicado postumamente (1941), e totalmente revisado nos primeiros quatro capítulos, com o título Giustino Roncella nato Boggiòlo. Durante sua vida, o autor nunca republicou esse romance por razões de discrição; dentro estão referências implícitas à escritora Grazia Deledda. Contudo, a obra que mais roubou suas energias nessa época foi a coleção de contos La Vendetta del Cane, Quando s'è capito il giuoco, Il treno ha fischiato, Filo d'aria e Berecche e la guerra. Todos foram publicados entre 1913 e 1914 e agora são considerados clássicos da literatura italiana.

### Primeira Guerra Mundial
Quando a Itália entrou na Primeira Guerra Mundial, o filho de Pirandello, Stefano, apresentou-se como voluntário para o serviço e foi feito prisioneiro pelos austro-húngaros. Em 1916, o ator Angelo Musco recitou com sucesso a comédia em três atos que o escritor extraiu do conto Pensaci, Giacomino! e a comédia pastoral Liolà.
Em 1917, foi publicada a coleção de contos E domani Lunedì, mas o ano foi marcado principalmente por representações teatrais importantes: Così è (se vi pare), A birrita co 'i ciancianeddi e Il Piacere dell'onestà. Um ano depois, Ma non è una cosa seria e Il Gioco delle parti foram todos encenados. O filho de Pirandello, Stefano, voltou para casa quando a guerra acabou.
Em 1919, Pirandello mandou colocar sua esposa em um sanatório. A separação, apesar dos ciúmes mórbidos e alucinações da esposa, causou grande sofrimento a Pirandello que, mesmo em 1924, acreditava que ainda poderia cuidar dela adequadamente em casa. Ela nunca saiu do sanatório.
1920 foi o ano de comédias como Tutto per bene, Come prima meglio di prima e La Signora Morli. Em 1921, a Compagnia di Dario Niccomedi encenou, no Valle di Roma, a peça Sei personaggi in cerca d'autore. Foi um fracasso clamoroso. O público se dividiu em apoiadores e adversários, estes últimos gritaram: “sanatório, sanatório!" O autor, que assistiu à apresentação com a filha Lietta, saiu por uma saída lateral para evitar a multidão de inimigos. O mesmo drama, no entanto, foi um grande sucesso quando apresentado em Milão. Em 1922, em Milão, Enrico IV foi apresentado pela primeira vez e foi aclamado universalmente como um sucesso. A reputação internacional de Pirandello também estava aumentando. Sei personaggi foi apresentado em Londres e Nova York.

### Itália sob os fascistas
Em 1924, Pirandello escreveu uma carta a Benito Mussolini pedindo-lhe que fosse aceito como membro do Partido Nacional Fascista. Em 1925, Pirandello, com a ajuda de Mussolini, assume a direção artística e a se tornou proprietário do Teatro d'Arte di Roma, fundado pelo Gruppo degli Undici. Ele se descreveu como "um fascista porque sou italiano". Por sua devoção a Mussolini, a revista satírica Il Becco Giallo costumava chamá-lo de P. Randello (randello em italiano significa porrete). 
Pirandello expressou publicamente uma crença apolítica, dizendo: "Eu sou apolítico, sou apenas um homem no mundo ...", e teve conflitos contínuos com líderes fascistas famosos. Em 1927, ele rasgou seu cartão de membro fascista em pedaços na frente do secretário-geral do Partido Fascista. Pelo resto de sua vida, Pirandello esteve sempre sob vigilância estreita da polícia secreta fascista OVRA. 
Sua peça, I giganti della montagna, foi interpretada como evidência de sua compreensão de que os fascistas eram hostis à cultura; ainda assim, durante uma aparição posterior em Nova York, Pirandello distribuiu uma declaração anunciando seu apoio à anexação da Abissínia pela Itália. Ele deu sua medalha do Prêmio Nobel ao governo fascista para ser derretida para a Campanha da Abissínia. O apoio de Mussolini lhe trouxe fama internacional e uma turnê mundial, apresentando seu trabalho a Londres, Paris, Viena, Praga, Budapeste, Alemanha, Argentina e Brasil.
A concepção de teatro de Pirandello sofreu uma mudança significativa neste ponto. A ideia do ator como um traidor inevitável do texto, como em Sei personaggi, deu lugar à identificação do ator com o personagem que ele interpreta. A companhia se apresentou pelas principais cidades da Europa, e o repertório pirandelliano se tornou cada vez mais conhecido. Entre 1925 e 1926, o último e talvez o maior romance de Pirandello, Uno, Nessuno e Centomila, foi publicado em série na revista Fiera Letteraria.
Pirandello foi nomeado Acadêmico da Itália em 1929, e em 1934 ele recebeu o Prêmio Nobel de Literatura após ter sido nomeado, por Guglielmo Marconi, membro da Reale Accademia d'Italia. Ele foi o último dramaturgo italiano a ser escolhido para o prêmio até 9 de outubro de 1997.
Pirandello morreu sozinho em sua casa na Via Bosio, Roma, em 10 de dezembro de 1936.

## Teatro
Pirandello tornou-se famoso graças ao teatro que chama de “teatro do espelho”, porque nele retrata a vida real, aquela nua, amarga, sem a máscara da hipocrisia e das conveniências sociais, de modo que o espectador possa se ver como em um espelho, da forma como é realmente, e torna-se melhor. A crítica o define como um dos grandes dramaturgos do século XX. Ele escreveu muitas obras, algumas das quais reelaborações dos seus próprios contos, que se dividem de acordo com o estágio de maturidade do autor:
- Primeira fase - O teatro siciliano
- Segunda fase - O teatro humorístico / grotesco
- Terceira fase - O teatro no teatro (metateatro)
- Quarta fase - O teatro dos mitos

O interesse de Pirandello pelo teatro geralmente é atribuído aos seus anos de maturidade, mas alguns precedentes mostram como essa convicção precisa de uma reavaliação: durante a juventude, de fato, Pirandello compôs algumas obras teatrais, que foram perdidas porque ele mesmo as queimou (entre outras, o roteiro de Gli uccelli dell'alto). Em uma carta datada em 4 de dezembro de 1887, dirigida a sua família, lê-se:
“Ah, o teatro dramático! Eu irei conquistá-lo. Não posso penetrá-lo sem sentir uma emoção viva, sem sentir uma sensação estranha, uma excitação do sangue por todas as veias. Aquele ar pesado que lá se respira me embriaga: e sempre na metade da encenação sinto-me febril e queimo. É a velha paixão que me arrasta para si, e eu nunca entro sozinho, mas sempre acompanhado pelos fantasmas de minha mente, pessoas que se agitam em um centro de ação, ainda não inerte, homens e mulheres do drama e da comédia, viventes no meu cérebro, e que gostariam de pular imediatamente para o palco cênico. Muitas vezes acontece-me de não ver e não ouvir o que está sendo representado, mas de ver e ouvir as cenas que existem apenas em minha mente: é uma estranha alucinação que se desvanece a cada explosão de aplausos, e que poderia enlouquecer-me após uma explosão de assobios! "
(Luigi Pirandello, de uma carta aos seus familiares datada em 4 de dezembro de 1887)
É nessa dimensão que se fala de "teatro da mente": o espetáculo não é aceito passivamente, mas serve de pretexto para dar voz aos "fantasmas" que povoam a mente do autor (no prefácio de Sei personaggi in cerca d’autore Pirandello esclarecerá como a Fantasia apodera-se de sua mente para apresentar-lhe personagens que querem viver, sem que ele os procure).
"Vou frequentemente ao teatro, e me divirto e rio ao assistir a cena italiana que caiu tão baixo e que tornou-se uma meretriz histérica e entediante"
(Luigi Pirandello, de uma carta aos seus familiares datada em 7 de janeiro de 1888)
A decepção por não conseguir representar seus primeiros trabalhos afasta-o inicialmente do teatro, levando-o a se concentrar em sua produção de contos e romances.
Em 1907 publica o importante ensaio Illustratori, attori, traduttori, em que expressa suas ideias, ainda negativas, sobre a execução do trabalho do ator na obra teatral: esse, na verdade, é visto como um mero tradutor da ideia dramatúrgica do autor, o qual encontra, então, um filtro para a mensagem que pretende comunicar ao público. O teatro é então definido por Pirandello como uma arte "impossível", porque "sofre as condições do seu anfíbio específico": uma traição da escrita teatral, que tem contra "o péssimo regime dos meios representativos, pertencentes à dimensão adúltera do eco".
É nesse momento que Pirandello se afasta do pensamento positivista e, apercebendo-se da impossibilidade de representação cênica do "verdadeiro" objetivo, busca, na produção dramatúrgica, escavar a essência das coisas para descobrir uma outra verdade (conforme explicado no ensaio L’Umorismo, com o sentimento do contrário).
Em 6 de outubro de 1924, fundou a companhia do Teatro d'Arte de Roma, com sede no Teatro Odescalchi, com a colaboração de outros artistas: seu filho Stefano Pirandello, Orio Vergani, Claudio Argentieri, Antonio Beltramelli, Giovanni Cavicchioli, Maria Letizia Celli, Pasquale Cantarella, Lamberto Picasso, Renzo Rendi, Massimo Bontempelli e Giuseppe Prezzolini: entre os atores mais importantes da companhia figuram Marta Abba, Lamberto Picasso, Maria Letizia Celli, Ruggero Ruggeri. A companhia, cuja primeira criação remonta a 2 de abril de 1925, com Sagra del signore della nave do próprio Pirandello e The Gods of the Mountain, de Lord Dunsany, no entanto, teve uma vida curta: os onerosos custos dos preparativos, que não conseguiam ser cobertos pela receita do teatro meio vazio, obrigaram o grupo, após apenas dois meses do seu nascimento, a renunciar à sede do Teatro Odescalchi. Para economizar nos preparativos, a companhia se apresentou antes em inúmeras turnês pelo exterior, depois foi forçada à dissolução definitiva, que ocorreu em Viareggio, em agosto de 1928.

## Primeira fase - Teatro Siciliano
Na fase do Teatro Siciliano, Pirandello é iniciante e ainda tem muito o que aprender. Assim como as outras, apresenta várias características relevantes; alguns textos foram escritos inteiramente em siciliano porque o autor o considerava mais vivo do que o italiano e capaz de expressar maior aderência à realidade.
- La morsa e Lumìe di Sicilia Roma, Teatro Metastasio, 9 de dezembro de 1910;
- Il dovere del medico, Roma, Sala Umberto, 20 de junho de 1913;
- La ragione degli altri, Milano, Teatro Manzoni, 19 de abril de 1915;
- Cecè, Roma, Teatro Orfeo, 14 de dezembro de 1915;
- Pensaci, Giacomino, Roma, Teatro Nazionale, 10 de julho de 1916;
- Liolà, Roma, Teatro Argentina, 4 de novembro 1916.

## Segunda fase - O teatro humorístico/grotesco
À medida que o autor distancia-se do verismo e do naturalismo, e aproxima-se do decadentismo, tem-se início a segunda fase com o teatro humorístico. Pirandello apresenta personagens que comprometem as certezas do mundo burguês: ao introduzir a versão relativista da realidade, invertendo os modelos habituais de comportamento, pretende expressar a dimensão autêntica da vida para além da máscara.
- Così è (se vi pare), Milano, Teatro Olimpia, 18 de junho de 1917;
- Il berretto a sonagli, Roma, Teatro Nazionale, 27 de junho de 1917;
- La giara, Roma, Teatro Nazionale, 9 de julho de 1917;
- Il piacere dell'onestà, Torino, Teatro Carignano, 27 de novembro de 1917;
- La patente, Torino, Teatro Alfieri, 23 de março de 1918;
- Ma non è una cosa seria, Livorno, Teatro Rossini, 22 de novembro de 1918;
- Il giuoco delle parti, Roma, Teatro Quirino, 6 de dezembro de 1918;
- L'innesto, Milano, Teatro Manzoni, 29 de janeiro de 1919;
- L'uomo, la bestia e la virtù, Milano, Teatro Olimpia, 2 de maio de 1919;
- Tutto per bene, Roma, Teatro Quirino, 2 de março de 1920;
- Come prima, meglio di prima, Venezia, Teatro Goldoni, 24 de março de 1920;
- La signora Morli, una e due, Roma, Teatro Argentina, 12 de novembro de 1920.

## Terceira fase - O teatro no teatro
Na fase do “teatro no teatro”, as coisas mudam radicalmente. Para Pirandello, o teatro deve falar também aos olhos e não somente aos ouvidos, e para isso ele resgatará uma técnica teatral de Shakespeare, o cenário múltiplo, onde se pode ter, por exemplo, uma casa dividida em que é possível visualizar várias cenas feitas em várias salas contemporaneamente; além disso, o “teatro no teatro” permite assistir ao mundo que se transforma no palco cênico.
Pirandello também abole o conceito de quarta parede, que é a parede transparente que se encontra entre os atores e o público: nessa fase, de fato, Pirandello tende a envolver o público que não é mais passivo, mas que reflete a própria vida naquela representada pelos atores em cena. .
Nesse período, Pirandello teve um encontro decisivo com um grande autor teatral italiano do século XX: Eduardo De Filippo. Como consequência, além do nascimento de uma amizade que durou três anos, foi o que o autor napolitano sentiu, como aconteceu no passado com o siciliano, a necessidade de se afastar do "regionalismo" da arte verista, ainda que conservando, no entanto, suas tradições e influências. 
- Sei personaggi in cerca d'autore, Roma, Teatro Valle, 10 de maio de 1921;
- Enrico IV, Milano, Teatro Manzoni, 24 de fevereiro de 1922;
- All'uscita, Roma, Teatro Argentina, 29 de setembro de 1922;
- L'imbecille, Roma, Teatro Quirino, 10 de outubro de 1922;
- Vestire gli ignudi, Roma, Teatro Quirino, 14 de novembro de 1922;
- L'uomo dal fiore in bocca, Roma, Teatro degli Indipendenti, 21 de fevereiro de 1923;
- La vita che ti diedi, Roma, Teatro Quirino, 12 de outubro de 1923;
- L'altro figlio, Roma, Teatro Nazionale, 23 de novembro de 1923;
- Ciascuno a suo modo, Milano, Teatro dei Filodrammatici, 22 de maio de 1924;
- Sagra del signore della nave, Roma, Teatro Odescalchi, 4 de abril de 1925;
- Diana e la Tuda, Milano, Teatro Eden, 14 de janeiro de 1927;
- L'amica delle mogli, Roma, Teatro Argentina, 28 de abril de 1927;
- Bellavita, Milano, Teatro Eden, 27 de maio de 1927;
- O di uno o di nessuno, Torino, Teatro di Torino, 4 novembro de 1929;
- Come tu mi vuoi, Milano, Teatro dei Filodrammatici; 18 de fevereiro de 1930;
- Questa sera si recita a soggetto, Torino, Teatro di Torino, 14 de abril de 1930;
- Trovarsi, Napoli, Teatro dei Fiorentini, 4 de novembro de 1932;
- Quando si è qualcuno, Buenos Aires, Teatro Odeón, 20 de setembro de 1933 (em espanhol);
- La favola del figlio cambiato, Roma, Teatro Reale dell'Opera, 24 de março de 1934;
- Non si sa come, Roma, Teatro Argentina, 13 de dezembro de 1935;
- Sogno, ma forse no, Lisbona, Teatro Nacional, 22 de setembro de 1931.

## Quarta fase - O teatro dos mitos
Apenas três obras da produção de Pirandello são associadas a essa fase:
- La nuova colonia;
- Lazzaro;
- I giganti della montagna.

## Livros publicados em português
Lista parcial:
- A armadilha: contos. Porto: Portugalia, 1946.
- A excluída. São Paulo: Germinal. ISBN 85-86439-38-X
- A luz da outra casa: novellas escolhidas. São Paulo: Piratininga. 1932.
- A morta e a viva (e outras novelas). São Paulo: Martins. 1960.
- Cadernos de Serafino Gubbio Operador. Petrópolis: Vozes. 1990.
- Dona Mimma (Novelas para um ano). São Paulo: Berlendis & Vertecchia. 2002. ISBN 85-86387-49-5
- Entre duas sombras (e outras novelas). São Paulo: Martins. 1962.
- Esta noite improvisa-se. Lisboa: Estampa / Seara Nova. 1974.
- Kaos e outros contos sicilianos. São Paulo: Nova Alexandria. 2001. ISBN 85-7492-007-X
- O enxerto, o homem, a besta e a virtude. São Paulo: Edusp. 2003. ISBN 85-314-0670-6
- O falecido Mattia Pascal in O falecido Mattia Pascal / Seis personagens à procura de um autor. São Paulo: Nova Cultural. 2003.
- O humorismo. São Paulo: Experimento. 1996.
- O marido de minha mulher (e outras novelas). São Paulo: Martins. 1963.
- O marido de minha mulher. Rio de Janeiro: Odisseia Editorial. 2021. ISBN 9788586368226
- O velho Deus (Novelas para um ano). São Paulo: Berlendis & Vertecchia. 2002. ISBN 85-86387-28-2
- O velório (e outras novelas). São Paulo: Martins. 1963.
- Os gigantes da montanha. Rio de Janeiro: 7 Letras. 2005. ISBN 85-7577-207-4
- Os velhos e os moços. São Paulo: Instituto Progresso Editorial. 1947.
- Seis personagens à procura de autor, São Paulo: Peixoto Neto. 2004. ISBN 85-88069-06-7
- Sol e sombra (e outras novelas). São Paulo: Martins. 1963.
- Henrique IV e Pirandello: roteiro para uma leitura. Aurora Fornoni Bernardini. São Paulo: Editora da Universidade de São Paulo, 1990. ISBN 85-314-0012-0
- Um, nenhum e cem mil. São Paulo: Cosac & Naify. ISBN 85-7503-048-5
- Uma jornada (Novelas para um ano). São Paulo: Berlendis & Vertecchia. 2006. ISBN 85-86387-97-5
- Vestir os nus. Rio de Janeiro: Civilização Brasileira. ISBN 9788520005 Erro de parâmetro em {{ISBN}}: soma de verificação
- O Turno.
- O falecido Matias Pascal